# Великі Гаяни
Великі Гаяни (біл. вёска Вялікія Гаяны) — село в складі Логойського району Мінської області, Білорусь. Село підпорядковане Білоруцькій сільській раді, розташоване в північній частині області.